# ブラックフィッシュ (潜水艦)
ブラックフィッシュ (USS Blackfish, SS-221) は、アメリカ海軍の潜水艦。ガトー級潜水艦の10番艦。Blackfishとは、漠然と「黒い魚」を指すが、アメリカではゴンドウクジラ類の通称であり、アメリカ公文書はクジラを由来と見なしている。

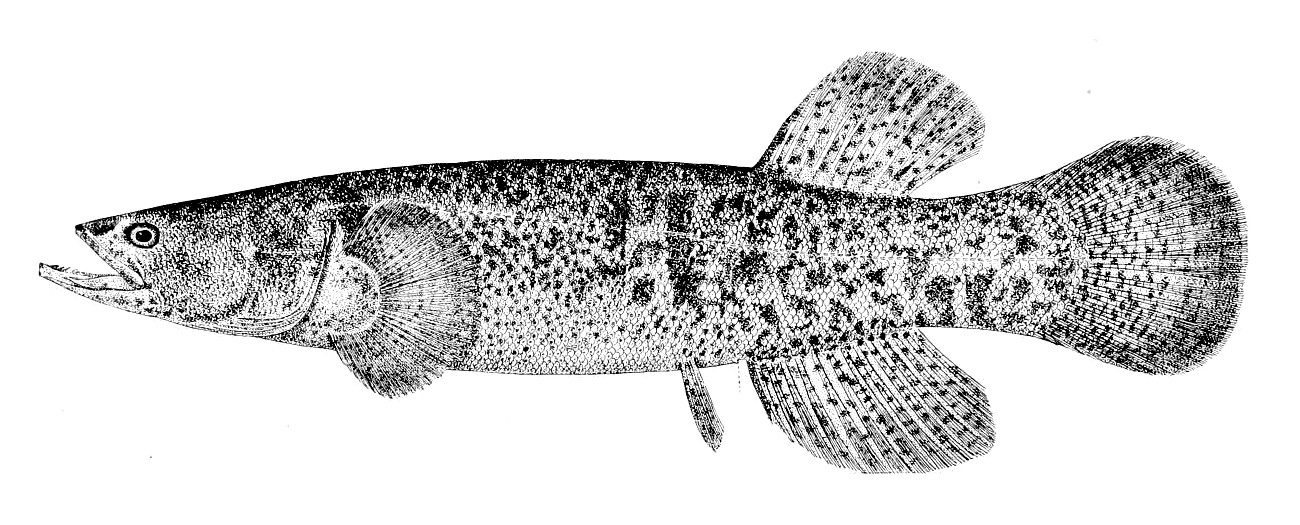
アラスカ・ブラックフィッシュ（Alaska blackfish）

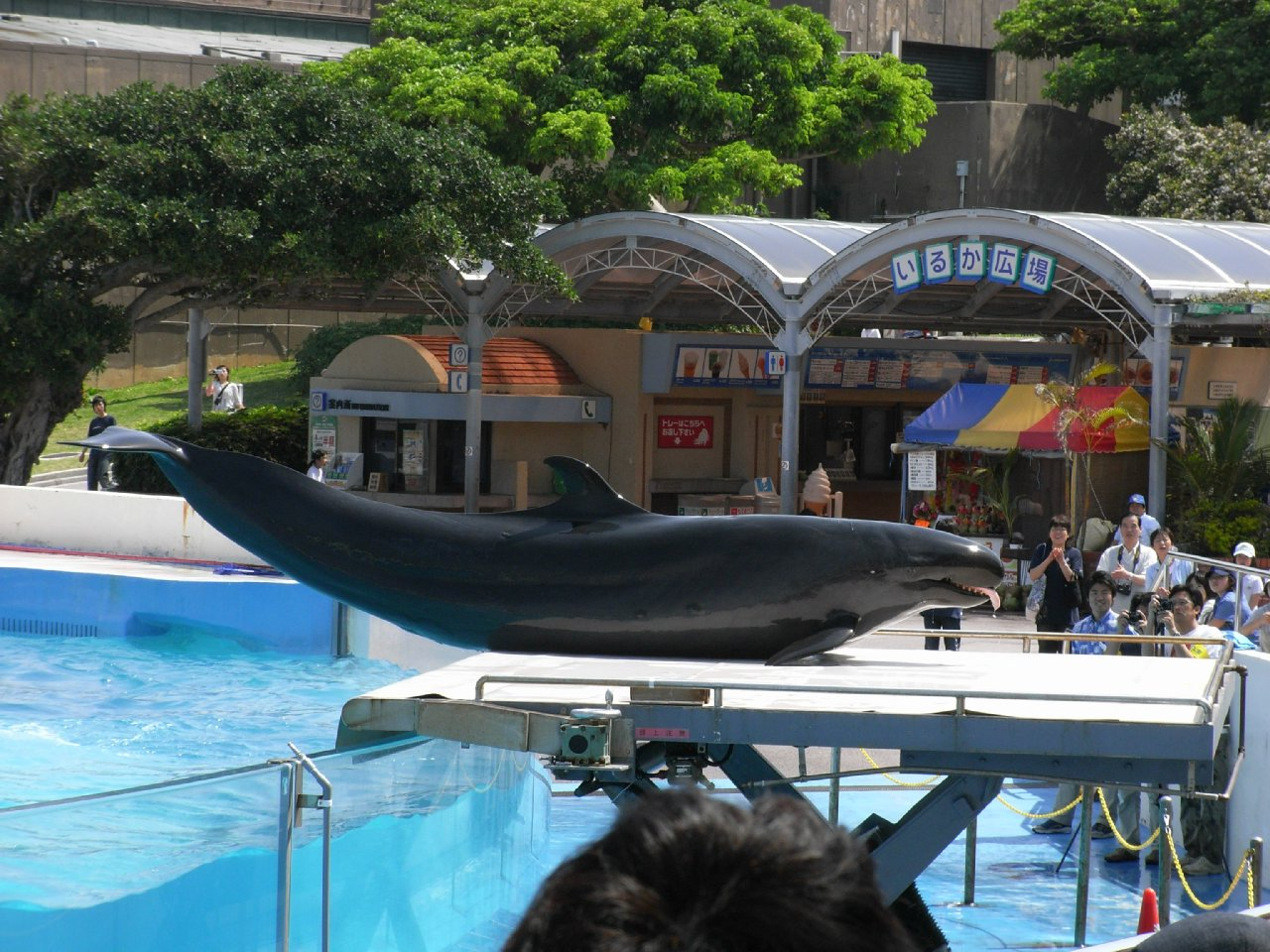
オキゴンドウ（通称Blackfish）

## 艦歴
ブラックフィッシュはコネチカット州グロトンのエレクトリック・ボート社で起工する。1942年4月18日にヘンリー・ド・F・メル夫人アイダによって進水し、レイモンド・W・ジョンソン中佐（アナポリス1930年組）の指揮下1942年7月22日に就役。アメリカ海軍ヨーロッパ方面軍の第50潜水艦部隊に配属された。最初の哨戒までに、艦長がジョン・F・ダヴィッドソン少佐（アナポリス1929年組）に代わった。

### 大西洋での第1から第5の哨戒 1942年10月 - 1943年7月
10月19日、ブラックフィッシュは最初の哨戒で西アフリカのダカール方面に向かった。ニューヨーク州ロングアイランドの最東端モントーク岬を出航し、トーチ作戦支援に急行。11月9日、ブラックフィッシュは北緯17度45分 西経14度50分 / 北緯17.750度 西経14.833度の地点で3隻の輸送船と2隻の駆逐艦を発見して魚雷を2本発射し、1本が7,000トン級輸送船に命中した。11月25日、ブラックフィッシュは37日間の行動を終えてスコットランドのロスネースに帰投した。
12月20日、ブラックフィッシュは2回目の哨戒でイベリア半島西岸方面に向かった。この哨戒では中立国スペイン船を目撃した以外は、さしたる事件はなかった。1943年1月18日、ブラックフィッシュは29日間の行動を終えてロスネースに帰投した。
2月1日、ブラックフィッシュは3回目の哨戒でビスケー湾、ビルバオ方面に向かった。この哨戒でも相変わらず目撃するのはスペイン船ばかりであったが、2月19日夕刻、ブラックフィッシュは北緯43度30分 西経02度54分 / 北緯43.500度 西経2.900度の地点でスペイン船とは明らかに趣が異なる2隻のドイツの艦船を発見。魚雷を2本ずつ計4本発射し、1本がドイツ哨戒艇「VP 408」に命中して撃沈したものの、直後に反撃を受け損傷した。この戦果の詳細が分かったのは戦後になってからのことだった。2月22日、ブラックフィッシュは22日間の行動を終えてコーンウォールのファルマスに帰投。デボンポートに回航され、同地のイギリス海軍の乾ドックで修理が行われた。
4月5日、ブラックフィッシュは4回目の哨戒でアイスランド近海に向かった。この海域ではUボートの出入りを警戒した。5月14日、ブラックフィッシュは39日間の行動を終えてロスネースに帰投。艦長がエリオット・オルセン少佐（アナポリス1927年組）に代わった。
6月8日、ブラックフィッシュは5回目の哨戒で北大西洋に向かった。哨戒を終えると、そのままアメリカ本土に針路を向けた。7月26日、ブラックフィッシュは48日間の行動を終えてニューロンドンに帰投した。ブラックフィッシュは修理後、太平洋戦線に投入され、パナマ運河地帯を経てブリスベンに回航された。また、ダヴィッドソン少佐が艦長として復帰した。

### 第6の哨戒 1943年10月 - 12月
10月19日、ブラックフィッシュは6回目の哨戒でビスマルク諸島方面に向かった。10月24日まで、同行していた潜水艦救難艦「コウカル」(USS Coucal, ASR-8) を目標艦とする夜間レーダー攻撃の訓練を行いつつ北上。哨区に到着後、11月18日、ブラックフィッシュはトラック諸島に向かう途中、「日本潜水艦に警戒すべし」との無電を受信した。当時周辺には「コーヴィナ」(USS Corvina, SS-226) と「ドラム」(USS Drum, SS-228) がおり、ブラックフィッシュは確かに11月13日にレーダーで潜水艦を探知し、18日にも4,500m先の潜水艦を確認している。しかし、彼我の区別がつかなかった。やがて浮上し「ドラム」と交信したが「本艦ではない」との返事があった。「コーヴィナ」からの返事はついになかった。11月23日未明、ブラックフィッシュは北緯02度27分 東経140度06分 / 北緯2.450度 東経140.100度の地点で輸送船団を発見し、魚雷を6本発射して3回の激しい爆発を確認し、4,500トン級輸送船1隻の撃沈を報じた。ブラックフィッシュはこの輸送船団を追撃し、翌11月24日夜に北緯00度56分 東経144度52分 / 北緯0.933度 東経144.867度の地点で二度目の攻撃をかけ、魚雷を6本発射したがその結果は分からなかった。12月4日、ブラックフィッシュは47日間の行動を終えてミルン湾に帰投した。

### 第7、第8の哨戒 1943年12月 - 1944年5月
12月25日、ブラックフィッシュは7回目の哨戒でビスマルク諸島方面に向かった。12月29日にツラギ島に寄港し、ビスマルク諸島北方海域に針路を向けた。1944年1月8日、ブラックフィッシュは激しい雨の中、南緯01度30分 東経148度06分 / 南緯1.500度 東経148.100度の地点で1隻の小型タンカー、3隻の輸送船および2隻の駆逐艦からなる輸送船団を発見し、魚雷を6本発射してタンカーと輸送船に計3本命中させたと判断される。1月16日午後には、北緯03度50分 東経143度44分 / 北緯3.833度 東経143.733度の地点で2隻の輸送船と1隻の駆逐艦を発見し、最初の目標に魚雷を6本、二番目の4,500トン級中型タンカーに魚雷を4本発射。魚雷は特設運送船「海河丸」（大連汽船、2,087トン）に命中してこれを撃沈した。1月28日に再びツラギ島に寄港、ムッソー島、タンガ島、フェニ島の偵察に向かう途中の2月3日、ブラックフィッシュは南緯01度36分 東経150度09分 / 南緯1.600度 東経150.150度の地点で2隻の中型輸送船と2隻の「吹雪型駆逐艦」と思われる艦艇からなる輸送船団を発見し、「吹雪型駆逐艦」に対して魚雷を6本発射し2つの命中を確認したが、最終的な成果は確認しきれなかった。2月13日、ブラックフィッシュは50日間の行動を終えてブリスベンに帰投。艦長がロバート・F・セラーズ少佐（アナポリス1934年組）に代わった。
3月1日、ブラックフィッシュは8回目の哨戒でニューギニア、カロリン諸島方面に向かった。ミルン湾に寄港して補給した後、パラオ東南方海域で第58任務部隊（マーク・ミッチャー中将）によるパラオ空襲の支援に従事した。その最中の3月30日朝には、北緯10度00分 東経150度09分 / 北緯10.000度 東経150.150度の地点で3隻の輸送船と4隻の護衛艦からなる輸送船団を発見して艦尾発射管から魚雷を4本発射したが命中せず、次いで艦首発射管からもう4本発射して1本が「大型駆逐艦」か「軽巡洋艦」に命中したと判断された。4月8日にマヌス島に寄港して補給した後、再びパラオ近海に針路を向けた。パラオ近海での哨戒を終えると、ヤップ島近海で哨戒と支援任務を行った。5月19日、ブラックフィッシュは80日間の行動を終えて真珠湾に帰投。サンフランシスコのベスレヘム・スチールに回航されてオーバーホールに入り、9月7日に真珠湾に戻った。

### 第9、第10の哨戒 1944年9月 - 1945年2月
9月23日、ブラックフィッシュは9回目の哨戒で「シャーク」(USS Shark, SS-314)「シードラゴン」(USS Seadragon, SS-194) とウルフパックを構成してルソン海峡方面に向かった。サイパン島に寄港して補給した後、台湾南方の哨戒海域に到着し、10月12日には北緯20度01分 東経117度50分 / 北緯20.017度 東経117.833度の地点で「峯風型駆逐艦」に対して魚雷を艦尾発射管から4本、艦首発射管から3本したが命中しなかった。この哨戒海域は10月20日に破棄され、新たな哨区に移動した。10月23日、ブラックフィッシュに「ソーフィッシュ」(USS Sawfish, SS-276) が接触、攻撃したマタ30船団の情報がもたらされ、「シャーク」「シードラゴン｝とともに船団の予想針路上に移動したが、ブラックフィッシュのみ船団に接触することが出来なかった。また、「シャーク」も船団に接触したのを最後に消息を絶った。ブラックフィッシュはその後もバシー海峡、バタン諸島海域で艦船に何度か接触したが、いずれも攻撃には至らなかった。11月24日、ブラックフィッシュは60日間の行動を終えてミッドウェー島に帰投した。
1945年1月1日、ブラックフィッシュは10回目の哨戒で、「アーチャーフィッシュ」(USS Archer-fish, SS-311)「バットフィッシュ」(USS Batfish, SS-310) とウルフパック "Joes Jugheads" （ジョーのまぬけども）を構成して南シナ海に向かった。香港近海で哨戒したが、この海域ではなかなか戦果をあげることはできなかった。1月23日未明になって北緯21度35分 東経114度37分 / 北緯21.583度 東経114.617度の地点でこの哨戒最初の戦闘があったが、100トンサンパンを取り逃がした。1月30日未明、ブラックフィッシュは北緯21度43分 東経115度43分 / 北緯21.717度 東経115.717度の地点で別のサンパンを発見して魚雷を2本発射したが命中せず、明け方になって北緯21度37分 東経115度54分 / 北緯21.617度 東経115.900度の地点で別の2隻の150トン級サンパンを発見し、4インチ砲、20ミリ機銃を使って1隻を撃沈してもう1隻を撃破した。2月1日夜には北緯21度58分 東経115度39分 / 北緯21.967度 東経115.650度の地点でサンパンの群れを発見、4インチ砲と機銃で3隻の50トン級サンパンを撃ち沈め、8隻の50トン級サンパンを撃破した。2月21日、ブラックフィッシュは50日間の行動を終えてグアムアプラ港に帰投した。

### 第11、第12の哨戒 1945年3月 - 8月
3月25日、ブラックフィッシュは11回目の哨戒で「ブルヘッド」(USS Bullhead, SS-332)「ティグロン」(USS Tigrone, SS-419)「シーホース」(USS Seahorse, SS-304) とウルフパックを構成し南シナ海に向かった。バタン諸島、プラタス島方面などで哨戒したものの、この方面で見たものは味方の潜水艦やジャンクばかりだった。3月28日から29日にかけての夜には、バタン島バスコの市街を艦砲射撃し、3月31日と4月24日はプラタス島の無線塔を艦砲射撃で破壊した。5月10日、ブラックフィッシュは50日間の行動を終えて真珠湾に帰投。艦長がロバート・C・ジレット少佐（アナポリス1939年組）に代わった。
6月14日、ブラックフィッシュは12回目の哨戒で東シナ海および黄海方面に向かった。この哨戒が実施された時期には、もはや日本側にめぼしい艦船も見当たらず、目立った戦闘は行われなかった。8月5日に6名のアメリカ陸軍航空隊パイロットを救助。8月8日には、草垣群島の灯台への艦砲射撃を行った。8月9日、ブラックフィッシュは「ホエール」(USS Whale, SS-239) と会合し、16名のパイロットと1名の負傷者をゴムボートを使ってホエールに移送した。8月14日、ブラックフィッシュは57日間の行動を終えてアプラ港に帰投した。

### 戦後
ブラックフィッシュは1945年8月27日にグアムを出航しアメリカ東海岸に向かった。ニューヨークとニュージャージー州カムデンを訪れた後、コネチカット州のニューロンドン海軍潜水艦基地で不活性化が行われる。1946年5月11日にブラックフィッシュは予備役となり、1949年5月5日にフロリダ州セントピーターズバーグの海軍予備役訓練センターに移動し予備役兵の訓練に従事する。その後1954年2月2日にニューロンドンに帰還した。
ブラックフィッシュは第二次世界大戦の戦功で8個の従軍星章を受章した。